# Bill Kuhlemeier
William Harmon „Bill” Kuhlemeier (ur. 14 stycznia 1908 w Seattle, zm. 8 lipca 2001 w Carlsbad) – amerykański gimnastyk, medalista Olimpijski z Los Angeles.